# Parapionosyllis bifurcata
Parapionosyllis bifurcata är en ringmaskart som beskrevs av Hartmann-Schröder 1979. Parapionosyllis bifurcata ingår i släktet Parapionosyllis och familjen Syllidae. Inga underarter finns listade i Catalogue of Life.